# Santa María, Cansahcab
Santa María är en ort i Mexiko.   Den ligger i kommunen Cansahcab och delstaten Yucatán, i den östra delen av landet, 1 100 km öster om huvudstaden Mexico City. Santa María ligger 10 meter över havet och antalet invånare är 209.
Terrängen runt Santa María är mycket platt. Runt Santa María är det ganska glesbefolkat, med 21 invånare per kvadratkilometer. Närmaste större samhälle är Cansahcab, 3,2 km väster om Santa María. I omgivningarna runt Santa María växer i huvudsak blandskog.